# Nouveau chrétien

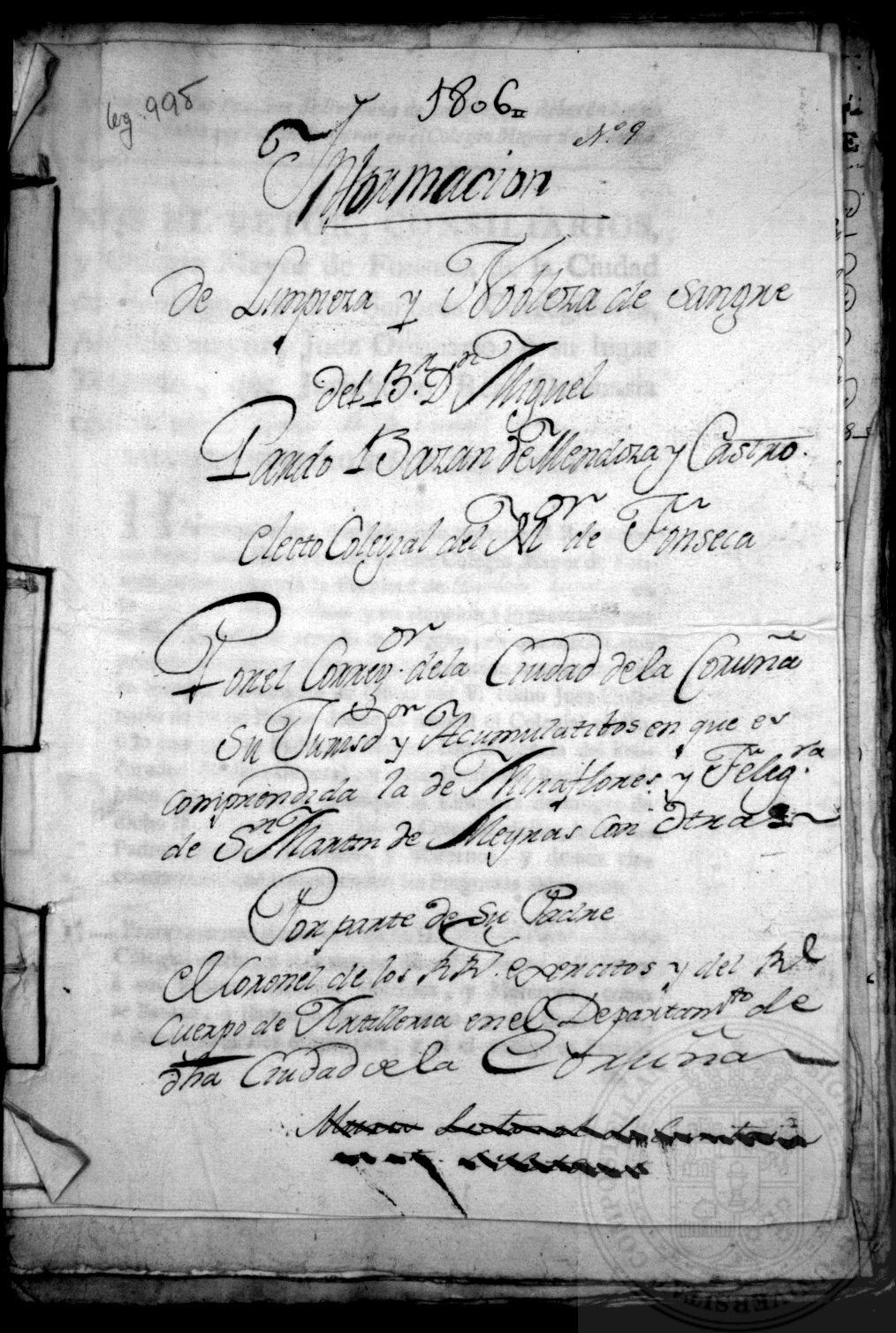
Certificat de « pureté de sang » de Miguel Pardo Bazán de Mendoza y Castro, originaire de Sainte Mariña Doza, pour l'université de Fonseca,1806

L'expression de nouveau chrétien (cristiano nuevo en espagnol, cristão novo en portugais) est employée à partir du XVe siècle pour désigner les Juifs et les musulmans convertis au catholicisme dans la Péninsule Ibérique. Le terme s'entend par opposition aux « vieux chrétiens » dont aucun ascendant n'est censé avoir embrassé la religion juive ou musulmane.
Sur le plan juridique sont considérés comme « nouveaux chrétiens » non seulement les conversos au sens strict, autrement dit les Juifs et les musulmans récemment baptisés, mais aussi toute personne ayant au moins un converso parmi ses ascendants en remontant jusqu'à la quatrième génération. Avec Philippe II d'Espagne, la définition s'élargit à toute personne comptant un ancêtre juif ou musulman, à quelque époque que ce soit. Au Portugal, il faut attendre 1772 pour que Sebastião José de Carvalho e Melo, premier marquis de Pombal, mette fin à la distinction entre « vieux chrétiens » et « nouveaux chrétiens ».
Le terme est aussi utilisé en France, où des Juifs venus d'Espagne se sont réfugiés au XVIe siècle et pour parler des Juifs de Provence qui se sont convertis au christianisme pour éviter leur expulsion en 1501.

## Espagne
En Espagne, on désigne les nouveaux baptisés sous le nom de conversos (convertis) ou, de manière infamante, de marranes lorsqu'ils sont soupçonnés de continuer à pratiquer secrètement leur religion. Le mot « marranos » signifie « porcs » en espagnol et fait référence à l'interdiction de manger cet animal pour les pratiquants du judaïsme et de l'islam.
La distinction discriminatoire entre « vieux chrétiens » et « nouveaux chrétiens » structura les sociétés ibériques dès lors que de nombreuses institutions exigèrent, à partir de 1449, que leurs membres démontrent leur « pureté de sang » (« limpieza de sangre », en espagnol), c'est-à-dire leur qualité de « non-juifs » ou de « non-musulmans ».
Les nouveaux chrétiens nourrissent les rangs des Alumbrados — illuminisme chrétien d'Espagne qui sera bientôt inquiété pour hérésie — et plusieurs descendants de Juifs convertis deviennent des personnalités notables du catholicisme espagnol comme Thérèse d'Avila et Jean de la Croix, parmi d'autres mystiques, ou comme Luis de León et plus encore Jean d'Avila.
La question des nouveaux chrétiens agite par ailleurs fortement la Compagnie de Jésus alors naissante et seul ordre qui ose les accueillir dans ses rangs jusqu'à ce que la Congrégation générale de l'ordre de 1594 leur ferme à nouveau porte. Deux figures de nouveaux chrétiens, Ignacio de las Casas et Diego de Guzmán en particulier marquent de leur empreinte l'histoire de cette même compagnie naissante.

## Portugal

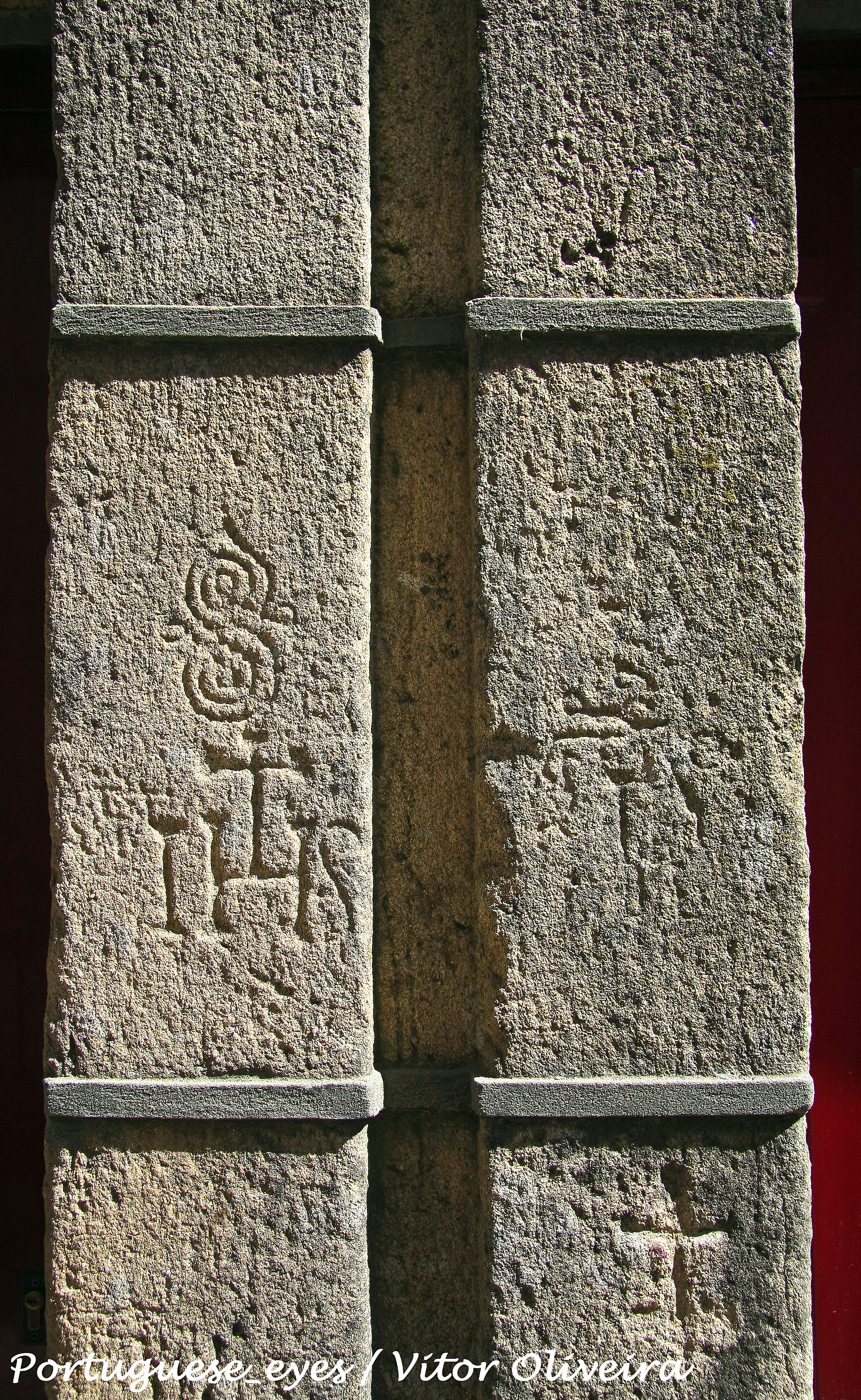
Juiverie (Bairro da Judiaria), Guarda (Portugal).

Au Portugal, l'expression cristãos novos désigne essentiellement des juifs convertis.
La plupart des nouveaux chrétiens portugais sont d'origine castillane : environ 100 000 juifs de Castille se réfugient au Portugal après le décret d'expulsion de 1492, venant ainsi rejoindre les Juifs déjà présents dans le pays. La proportion de Juifs dans la population est alors d'au moins 10 % puisque le royaume de Portugal ne compte guère plus d'un million d'habitants.
Dès 1496-1497, la politique royale du Portugal s'aligne sur celle de l'Espagne. Le roi Manuel donne aux Juifs le choix entre le baptême ou l'exil mais la plupart sont contraints au baptême. Le nombre de conversos augmente alors massivement au Portugal. Beaucoup se convertissent mais continuent à pratiquer le judaïsme en secret et deviennent des marranes.
L'inquisition et les Viejos Cristianos considèrent avec suspicion et malveillance ces Cristianos Nuevos. José Texeira, un dominicain portugais de Santarem, s'exprime en 1598 sur la détestation des Portugais à l’égard des nouveaux-chrétiens et la tendance de ces derniers à rester juifs en leur coeur (crypto-judaïsme) :

« Un Cristiano Nuevo, ou, pour mieux dire, un Iuif appartient à une race ferm’attachée à son erreur. Si vous venez à ouvrir un Cristiano Nuevo, c’est chose autant certaine de trouver en son cœur un Moyse seant en un siege, comme si vous ouvrez un Cristiano Viejo, trouvez un Iesu Christ crucifié en une croix. Autre merveille tres-grande. Estant ceux-cy nez en Portugal et nourris en la vraye Religion, ils vivent selon Christ & vertueusement : dès qu’ils passent les monts Pyrenees, ils deviennent quand-&-quand aussi affinez Iuifs comme leurs bisayeuls. »

## Brésil
L'émigration des nouveaux chrétiens portugais est à l'origine des marranes du Nord-Est du Brésil qui, contraints au secret, ne sortirent de l'ombre que dans le courant des années 1980.[réf. nécessaire]